# Giovani Calciatori Vigevanesi 1934-1935
Questa pagina raccoglie i dati riguardanti la Giovani Calciatori Vigevanesi nelle competizioni ufficiali della stagione 1934-1935.

## Rosa
| N. |                   | Ruolo | Calciatore       |
| -- | ----------------- | ----- | ---------------- |
|    | Italia (bandiera) | A     | Piero Antona     |
|    | Italia (bandiera) | D     | Ugo Bonzano      |
|    | Italia (bandiera) | D     | Luigi Brunella   |
|    | Italia (bandiera) | A     | Umberto Busani   |
|    | Italia (bandiera) | C     | Mario Cavigliani |
|    | Italia (bandiera) |       | Chiabotti        |
|    | Italia (bandiera) | C     | Piero Colli      |
|    | Italia (bandiera) | C     | Oreste Corsico   |
|    | Italia (bandiera) | A     | Luigi Demarchi   |

| N. |                   | Ruolo | Calciatore           |
| -- | ----------------- | ----- | -------------------- |
|    | Italia (bandiera) | C     | Giacinto Ellena      |
|    | Italia (bandiera) | A     | Giuseppe Maggi       |
|    | Italia (bandiera) | A     | Piero Mariani        |
|    | Italia (bandiera) | C     | Carlo Morosi         |
|    | Italia (bandiera) | C     | Bruno Palma          |
|    | Italia (bandiera) | C     | Pietro Pastorino     |
|    | Italia (bandiera) | P     | Giordano Picciga     |
|    | Italia (bandiera) | A     | Dario Savio          |
|    | Italia (bandiera) | D     | Alessandro Schienoni |